# فيث هابلي
فيث هابلي (بالإنجليزية: Faith Hubley)‏ هي كاتبة سيناريو ومنتجة أفلام ومصورة سينمائية ورسامة رسوم متحركة ومخرجة وممثلة أمريكية، ولدت في 16 سبتمبر 1924 في مانهاتن في الولايات المتحدة، وتوفيت في 7 ديسمبر 2001 في نيو هيفن في الولايات المتحدة بسبب سرطان الثدي وسرطان. من الجوائز التي نالتها جائزة الأوسكار لأفضل فيلم رسوم متحركة قصير وجائزة وينسر مكاي سنة 1975.

## جوائز
- جائزة الأوسكار لأفضل فيلم رسوم متحركة قصير
- جائزة وينسر مكاي (1975)

## وصلات خارجية
- فيث هابلي على موقع IMDb (الإنجليزية)
- فيث هابلي على موقع ألو سيني (الفرنسية)
- فيث هابلي على موقع أول موفي (الإنجليزية)
- فيث هابلي على موقع قاعدة بيانات الأفلام السويدية (السويدية)
- فيث هابلي على موقع قاعدة بيانات الفيلم (الإنجليزية)
- فيث هابلي على موقع كينوبويسك (الروسية)